# Зиневич, Анатолий Владимирович
Анатолий Владимирович Зиневич ( 20 ноября 1932 года, Проскуров, УССР — 1 августа 2000 года, Ереван) — советский и армянский военный, генерал-лейтенант, один из создателей Армии обороны непризнанной Нагорно-Карабахской Республики.

## Биография
Родился 20 ноября 1932 года в городе Проскуров Украинской ССР. 14 августа 1950 года поступил в Проскуровское танковое училище. Затем окончил Военную академию имени М. В. Фрунзе, Академические курсы высшего высшего руководящего состава ВС СССР.
Был военным советником в Сомали и Эфиопии. 8 лет являлся начальником оперативного отдела штаба 40-й армии в Афганистане. Трижды был ранен.
В 1988 году назначен начальником оперативного отдела штаба 7-й армии в Армянской ССР.
В 1989 году после второго инфаркта и коронарного шунтирования уволился из Вооруженных сил, но остался жить в Армении.
По просьбе первого министра обороны Армении Вазгена Саркисяна в июне 1992 года Анатолий Зиневич прибыл в непризнанную Нагорно-Карабахскую Республику (НКР).
В 1994 году был назначен начальником главного штаба Армии обороны НКР, а с мая 1997 года по август 2000 года занимал должность замминистра обороны РА. Лично участвовал в боевых операциях. Ему принадлежит создание систем оперативной защиты и руководства Армии обороны НКР.
Был женат, имел двоих детей.
Скончался 1 августа 2000 года в Ереване. Похоронен на Троице-Никольском кладбище в городе Ковров Владимирской области.